# Мрежица
Мрежица је насељено мјесто у општини Билећа, Република Српска, БиХ. Према попису становништва из 1991. у насељу је живјело 203 становника. На попису становништва 2013. године, према подацима Агенције за статистику Босне и Херцеговине пописано је 0 становника.

## Становништво
| Националност       | 1991. | 1981. | 1971. | 1961. |
| Срби               | 187   | 159   |       |       |
| Југословени        |       | 11    |       |       |
| Црногорци          |       | 3     |       |       |
| остали и непознато | 16    |       |       |       |
| Укупно             | 203   | 173   | '     | '     |

| Демографија | Демографија | Демографија |
| Година      | Становника  | Становника  |
| ----------- | ----------- | ----------- |
| 1948.       | 58          |             |
| 1953.       | 77          |             |
| 1961.       | 94          |             |
| 1971.       | 194         |             |
| 1981.       | 173         |             |
| 1991.       | 203         |             |